# Let's Dig Bert
Let's Dig Bert (Eddie, That Is) est un album de jazz du tromboniste Eddie Bert. 

## Enregistrement

### Musiciens
La session est enregistrée en 1955 par un sextet qui est composé de:
- Eddie Bert (tb), Dave Schildkraut (ts), Barry Galbraith (g), Hank Jones (p), Clyde Lombardi (b), Osie Johnson (d).

### Dates et lieux
- Studio House of Sound de Rudy Van Gelder, Hackensack, New Jersey, 1955

## Titres
Les huit pistes de cet album sont :
| N°     | Titre                 | Compositeur                            | Durée |
| ------ | --------------------- | -------------------------------------- | ----- |
| Face 1 |                       |                                        |       |
| 1.     | I'm Through With Love | Gus Kahn, Matt Malneck, Fud Livingston |       |
| 2.     | Blue Beetle           | Eddie Bert                             |       |
| 3.     | In a Meditating Mood  | Gigi Gryce                             |       |
| 4.     | Father Time           | Jimmy Raney                            |       |
|        |                       |                                        |       |
| Face 2 |                       |                                        |       |
| 5.     | Cool School Days      |                                        |       |
| 6.     | Pennies from Heaven   | Arthur Johnson, Johnny Burke           |       |
| 7.     | Home Cookin'          | Phil Sunkel                            |       |
| 8.     | Speedster             |                                        |       |

## Discographie
- 1955, Trans-World Records - TWLP-208 (LP)

## Source
1. ↑  « Eddie Bert - Let's Dig Bert (Eddie That Is) », sur Discogs (consulté le 7 août 2025)

- Burt Korall, Liner notes de l'album Trans-World Records, 1955.